# 北平田村
北平田村（きたひらたむら）は山形県飽海郡にあった村。現在の酒田市中部、国道344号沿線にあたる。

## 地理
- 河川：新井田川

## 歴史
- 1889年（明治22年）4月1日 - 町村制の施行により、漆曽根村、新青渡村、久保田村、曽根田村、古青渡村、円能寺村、布目村、上興野村、中野曽根村、牧曽根村の区域をもって発足。
- 1918年（大正7年）8月1日 - 鵜渡川原村、中平田村、西平田村との境界変更[1]。
- 1919年（大正8年）
  - 4月20日 - 中平田村との境界変更[2]。
  - 5月1日 - 上田村、一条村、本楯村との境界変更[3]。
- 1920年（大正9年）2月17日 - 一条村、中平田村、東平田村との境界変更[4]。
- 1954年（昭和29年）12月1日 - 酒田市に編入。同日北平田村廃止。

## 交通

### 鉄道路線
村内に駅は所在しない